# Chilliwack Airport
Chilliwack Airport är en flygplats i Kanada.   Den ligger i provinsen British Columbia, i den södra delen av landet, 3 500 km väster om huvudstaden Ottawa. Chilliwack Airport ligger 7 meter över havet.
Terrängen runt Chilliwack Airport är kuperad åt sydväst, men åt nordost är den platt.Närmaste större samhälle är Chilliwack, 1,6 km norr om Chilliwack Airport.
Trakten runt Chilliwack Airport består till största delen av jordbruksmark. Runt Chilliwack Airport är det ganska tätbefolkat, med 248 invånare per kvadratkilometer.